# 苏尔宗河畔罗克福尔
苏尔宗河畔罗克福尔（法語：Roquefort-sur-Soulzon，法語發音：[ʁɔkfɔʁ syʁ sulzɔ̃]）是法国阿韦龙省的一个市镇，位于该省东南部，属于米约区。

## 地理
苏尔宗河畔罗克福尔（43°58'36"N, 2°59'20"E）面积17.03 平方千米，位于法国奧克西塔尼大區阿韦龙省，该省份为法国南部内陆省份，位于法國中央高原南部，北起顺时针与康塔爾省、洛泽尔省、加尔省、埃罗省、塔恩省、塔恩-加龙省和洛特省接壤。
与苏尔宗河畔罗克福尔接壤的市镇（或旧市镇、城区）包括：聖阿夫里克、圣让达尔卡皮耶斯、圣让和圣保罗、塞爾農河畔聖羅姆、图讷米尔。

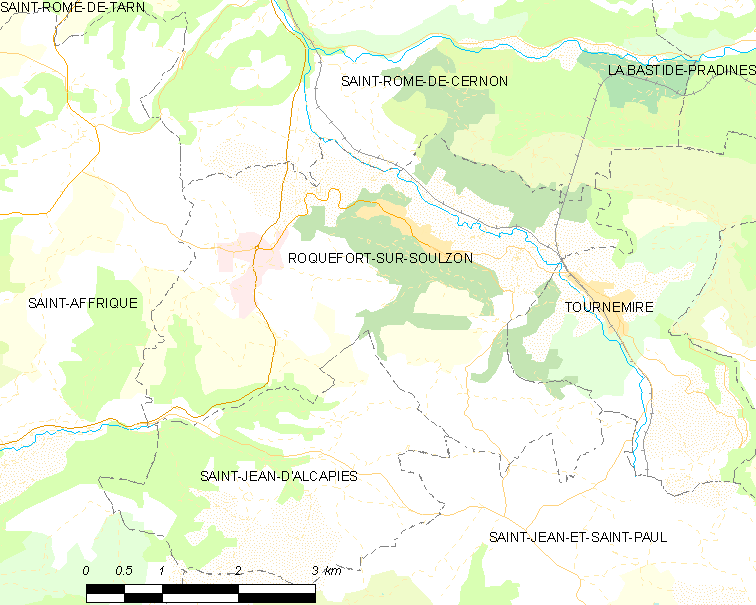
苏尔宗河畔罗克福尔的OSM定位图

苏尔宗河畔罗克福尔的时区为UTC+01:00、UTC+02:00（夏令时）。

## 行政
苏尔宗河畔罗克福尔的邮政编码为12250，INSEE市镇编码为12203。

## 政治
苏尔宗河畔罗克福尔所属的省级选区为圣阿夫里克县。

## 人口

1962-2008年间苏尔宗河畔罗克福尔人口变化图示

苏尔宗河畔罗克福尔于2022年1月1日时的人口数量为502人。